# Pavetta mollissima
Pavetta mollissima là một loài thực vật thuộc họ Rubiaceae. Loài này có ở Ghana và có thể cả Bờ Biển Ngà. Chúng hiện đang bị đe dọa vì mất môi trường sống.